# Јужна Кореја на Светском првенству у атлетици на отвореном 2023.
Јужна Кореја је учествовала на 19. Светском првенству у атлетици на отвореном 2023. одржаном у Будимпешти од 19. до 27. августа деветнаести пут, односно, учествовала је на свим првенствима до данас. Репрезентацију Јужне Кореје представљала су 3 такмичара који су се такмичили у 3 дисциплине.,
На овом првенству такмичари Јужне Кореје нису освојили ниједну медаљу. У табели успешности према броју и пласману такмичара који су учествовали у финалним такмичењима (првих 8 такмичара) Јужна Кореја је са 1 учесником у финалу заузела 67. место са 3 бода.
| Плас. | Земља        | 1. место | 2. место | 3. место | 4. место | 5. место | 6. место | 7. место | 8. место | Бр. фин. | Бод. |
| ----- | ------------ | -------- | -------- | -------- | -------- | -------- | -------- | -------- | -------- | -------- | ---- |
| 67.   | Јужна Кореја | 0        | 0        | 0        | 0        | 0        | 1        | 0        | 0        | 1        | 3    |

## Учесници
| Мушкарци: - Сеунгхван Ко — 200 м - Sanghyeok Woo — Скок увис - Џангву Ким — Троскок | Жене: - Јусун Џонг — Бацање кугле |

## Резултати

### Мушкарци
| Атлетичар     | Дисциплина | Лични рекорд | Квалификације | Квалификације | Полуфинале           | Полуфинале           | Финале               | Финале       | Детаљи |
| Атлетичар     | Дисциплина | Лични рекорд | Резултат      | Место         | Резултат             | Место                | Резултат             | Место        | Детаљи |
| ------------- | ---------- | ------------ | ------------- | ------------- | -------------------- | -------------------- | -------------------- | ------------ | ------ |
| Сеунгхван Ко  | 200 м      | 20,51        | 21,09         | 7. у гр. 2    | Није се квалификовао | Није се квалификовао | Није се квалификовао | 46 / 54 (57) |        |
| Sanghyeok Woo | Скок увис  | 2,36         | 2,28 кв       | 3. у гр. А    |                      |                      | 2,29                 | 6 / 32 (33)  |        |
| Џангву Ким    | Троскок    | 16,78        | 16,21         | 11. у гр. А   | Није се квалификовао | 24 / 31 (37)         |                      |              |        |

| Атлетичарка | Дисциплина   | Лични рекорд | Квалификације | Квалификације | Полуфинале | Полуфинале | Финале                | Финале       | Детаљи |
| Атлетичарка | Дисциплина   | Лични рекорд | Резултат      | Место         | Резултат   | Место      | Резултат              | Место        | Детаљи |
| ----------- | ------------ | ------------ | ------------- | ------------- | ---------- | ---------- | --------------------- | ------------ | ------ |
| Јусун Џонг  | Бацање кугле | 17,12        | 15,56         | 17. у гр. А   |            |            | Није се квалификовала | 34 / 34 (35) |        |